# "C" de cadáver
"C" de cadáver es la tercera novela de las serie de novelas de misterio "Alphabet" ("Alfabeto"), de Sue Grafton; figura Kinsey Millhone, una detective privada, con sede en Santa Teresa, California.

## Resumen del argumento
La tercera entrega de las series de "Los Misterios del Alfabeto", sitúa a Kinsey en el gimnasio, rehabilitándose asimisma tras los daños sostenidos al final de "B es para Burglar".  También ejercitándose en el gimnasio esta Bobby Callahan, una persona de veintitrés años quién era casi matado cuándo su coche se salió de la carretera nueve meses antes.  Bobby está convencido de que el accidente de carretera en qué su amigo Rick murió fue un atentado contra su vida, y sospecha que todavía pueda estar en peligro, así que contrata a Kinsey para investigar.  La desventaja, aun así, es que Bobby perdió su memoria después del choque, y no puede recordar ninguno de los detalles que lo rodean. No puede incluso explicar por qué piensa que alguien le quiere matar; es solo un presentimiento el que tiene.
Kinsey Toma el caso, a pesar de la información imprecisa, debido a su personal atracción por Bobby.  Conoce su rica pero disfunctional familia: su madre, Glen, es una heredera en su tercer matrimonio con Derek Wenner, cuya hija Kitty es una joven de 17 años drogadicta, seriamente enferma de anorexia. Glen No ha escatimado ningún gasto en buscar tratamiento y consejos para Bobby, pero él está luchando para llegar para dar con las razones de la muerte de Rick, arreglar sus daños propios y la pérdida de sus perspectivas en la escuela médica. Unos cuantos días más tarde, Bobby muere en otro accidente automovilístico y Kinsey está convencida de que esto también es el resultado de un intento de asesinato más exitoso que el primero.  Hay varias personas con un motivo:  Kitty se encuentra por heredar 2 millones del testamento de Bobby, Derek ha asegurado la vida de Bobby por una gran suma de dinero sin el conocimiento de Glen, y los padres de Rick están todavía muy amargados por la muerte de su hijo,  por quien culpan a Bobby.
Sin embargo, Kinsey piensa que la solución esta en otro lugar.  Un amigo de Bobby le da la agenda de direcciones de Bobby, en la cual muestra que Bobby estaba tras la pista de alguien llamado Blackman.  La novia anterior de Bobby le dice que Bobby había acabado su relación porque esta teniendo un romance con alguien más, y piensa que Bobby intentaba ayudar a esta mujer con un problema que implica un posible chantaje.  Kinsey eventualmente descubre que la mujer con quien Bobby estuvo envuelto era la amiga de su madre, Nola Fraker, quién confiesa a Kinsey que estaba siendo chantajeada por alguien quién sabe que Nola accidentalmente disparó a su marido, un arquitecto bien conocido llamado Dwight Costigan, durante un supuesto forcejeo con un intruso en su casa años atrás.  El chantajista tiene la pistola con las huellas de Nola en ella. En busca de respuestas a lo que Bobby podría haber descubierto en el hospital donde estaba laborando antes de su accidente, Kinsey se da cuenta de que 'Blackman' es un código para un cadáver no identificado que ha permanecido sin ser reclamado en la morgue para años.  Sospecha que Bobby había descubierto la pistola estuvo encubierta en el cadáver, el cual resulta para ser cierto.  Aun así, mientras esta en el hospital,  encuentra el cuerpo recientemente asesinado del asistente de la morgue, y se da cuenta de que el asesino esta tras sus huellas en el hospital.  Es el marido actual de Nola, el Dr. Fraker, un patólogo del hospital, quién es el chantajista y asesino.  Bobby descubrió lo que Fraker estaba haciendo, pero Fraker aparejó el primer accidente automovilístico antes de que pudiera hacer cualquier cosa al respecto, y entonces corta las líneas encima el coche de Bobby cuándo Bobby puso Kinsey en el recorrido.  Fraker atrampa a Kinsey y le da una inyección para inutilizarla, pero ella logra presionarlo y escapa a un teléfono para llamar a la policía.

## Premios
"C" de cadáver fue galardonada en 1987 con el Premio Anthony a la Mejor Novela en Bouchercon, la Convención de Misterio Mundial, en Minneapolis, Minnesota.